# 雅克·诺埃尔
雅克·诺埃尔（法語：Jacques Noël，1920年4月6日—2004年10月7日），生于巴黎，法国男子击剑运动员。他曾获得1952年夏季奥运会击剑比赛男子花剑团体金牌。他于2004年在卡昂去世。